# Saint-Simon, Aisne
För andra betydelser, se Saint-Simon.
Saint-Simon är en kommun i departementet Aisne i regionen Hauts-de-France i norra Frankrike. Kommunen ligger  i kantonen Saint-Simon som ligger i arrondissementet Saint-Quentin. År 2022 hade Saint-Simon 598 invånare.

## Befolkningsutveckling
Antalet invånare i kommunen Saint-Simon
Referens: INSEE